# Caspiobdella caspica
Caspiobdella caspica is een ringworm uit de familie van de Piscicolidae. De wetenschappelijke naam van de soort is voor het eerst geldig gepubliceerd in 1915 door Selensky.